# Peter der Große (Bulgakow)
Peter der Große (russisch Пётр Великий, Pjotr Weliki) ist ein Opernlibretto des sowjetischen Schriftstellers Michail Bulgakow, das 1937 vollendet und 1988 im Heft 2 der vierteljährlich erscheinenden Zeitschrift Sowjetische Musik publiziert wurde.
In den Jahren 1934–1939 schuf der Autor als literarischer Berater des Bolschoi-Theaters insgesamt vier solcher Libretti, von denen lediglich Rachel mit der Musik von Reinhold Glière 1947 zur Aufführung gelangte.

## Inhalt
1
Juni 1709: Peter siegt bei Poltawa über Karl XII. und Mazeppa. Beide Unterlegenen ergreifen die Flucht. Rehnschiöld, ein dritter Verlierer, hat Ehre im Leibe; übergibt dem Sieger den Degen. Peter macht seinen Degen als Gegenschenk und lädt den  schwedischen Feldmarschall zum Umtrunk der Russen ein. Der Zar dankt seinem Mitstreiter Menschikow von Herzen.
2
Petersburg: Peter werkelt als Schiffszimmermann, veranlasst die Ausbesserung des maroden Kriegsschiffes Antonius, droht einem pflichtvergessenen Geschwaderkommandanten in der Kriegsmarine mit der Todesstrafe und verordnet Zwangsarbeit für den Adligen Golowin. Letzterer hat einen Mann totgeprügelt. Der Zar lässt in Kirchennähe Spitäler für uneheliche Kinder einrichten und schickt Morkow, der in Venedig nicht Navigation studiert, sondern sich amüsiert hatte, in die Kasematten. Sodann empfängt Peter seinen ungeratenen Sohn Alexej. Als dieser dem Vater das Lesen von Bauzeichnungen demonstrieren soll, drückt sich der arbeitsscheue junge Mann.
3
Peter arbeitet an einem Schiff in der Petersburger Admiralität inmitten der Zimmerleute. Nach Feierabend kanzelt er Menschikow ab. Der verdiente Kämpfer gegen die Schweden hat in seinem Gouvernement das Volk ausgeplündert. Noch ein einziges Mal will der Zar verzeihen.
Der erkrankte Peter sorgt sich um die Thronfolge. Alexej will nicht herrschen, sondern lieber ins Kloster gehen.
4
Alexejs Landhaus bei Petersburg: Mönche und der Protopope reden dem Zarewitsch ein, sein Vater sei der Antichrist. Alexej verspricht den Mönchen, wenn er in der Nachfolge Peters den Thron besteigen sollte, will er die Schiffe des Vaters versenken, das von Morast umgebene Petersburg zerstören und die alten Bräuche wiedereinführen. Der Sohn flieht vor dem verhassten Vater an den Wiener Hof.
5
Petersburg: Alexej kehrt aus Österreich zurück. Der Vater kennt keine Gnade und verfügt Festungshaft.
6
Menschikow verkündet der Menge, der Imperator hat mit den Schweden Frieden geschlossen. In einem Faschingszug führt Peter dem Volk die Bojaren mit abgeschnittenen Bärten vor.
7
Finnischer Meerbusen: Peter rettet mit seinen Matrosen russische Soldaten – also Landratten – aus der Seenot.
8
Palast des Zaren in Petersburg: Ans Sterbebett hat der Imperator seine Gattin Katharina, die Tochter Anna, Menschikow, Tolstoi und Buturlin gerufen. Peter stirbt, bevor er seinen Letzten Willen artikulieren kann.
9
Der Streit um die Thronfolge entbrennt. Golizyn, Dolgorukow und Repnin halten Alexejs Sohn  für den einzig rechtmäßigen Herrscher. Tolstoi, Apraxin der Ältere und Buturlin widersprechen. Menschikow hingegen favorisiert Katharina.

## Stalin
Schröder schreibt im Januar 1996: Bulgakow wollte den „Roten Zaren“ läutern, fand aber zu dem Diktator keinen Zugang. Der Autor hoffte jedoch, eine Oper über Peter den Großen würde sich Stalin bestimmt nicht entgehen lassen. So legte Bulgakow am 17. September 1937 das Libretto seinem obersten Zensor vor. Platon Kerschenzew erwiderte zwei Tage darauf, in der Schlacht bei Poltawa vermisse er das Volk. Kerschenzew erkenne in dem ganzen Text nicht genau genug Freund und Feind Peters. Zudem seien Menschikow und der restliche Zaren-Anhang nicht scharf genug gezeichnet. Und – so Kerschenzew weiter – Genosse Stalin habe doch aufgezeigt, wie grausam das Volk unter Peter ausgebeutet worden war. Dies müsse unbedingt eine der Grundlagen einer Überarbeitung werden. Kerschenzew wünschte sich höhere dramatische Spannung, weniger Idylle und Herausarbeitung des Missbrauchs Alexejs durch die Ausländer. Schließlich seien die Neuerungen Peters gegenüber dem Festhalten seines Sohnes Alexej am Althergebrachten deutlicher herauszuarbeiten. Kerschenzew tritt für eine weniger moderne Sprache in dem Libretto ein.

## Deutschsprachige Ausgaben
Verwendete Ausgabe:
- Peter der Große. Opernlibretto in 4 Akten (9 Bildern). Aus dem Russischen von Renate und Thomas Reschke. Nachdichtungen von Waldemar Dege. S. 179–209 in: Ralf Schröder (Hrsg.): Bulgakow. Peter der Große. Filmszenarien. Libretti. (= Bd. 12.2 Gesammelte Werke, 13 Bde.) Verlag Volk & Welt, Berlin 1996. ISBN 3-353-00953-1